# Бакинский, Виктор Семёнович
Виктор Семёнович Бакинский (7 ноября 1907 — 6 марта 1990) — писатель и литературовед. Участник Великой Отечественной войны.

## Биография
Виктор Семёнович Бакинский родился в 1907 году в семье рабочего. В 1931 году окончил филологический факультет ЛГУ. Литературную деятельность начал в 1930-х годах. В 1934 году опубликовал первый рассказ «Перепечь». Преподавал в Вологодском педагогическом институте и Карело-финском университете в Петрозаводске.
Когда началась Великая Отечественная война, как доброволец вступил в народное ополчение. Служил на Ленинградском фронте. После окончания войны продолжил преподавательскую деятельность. Среди его учеников были С. Довлатов, В. Губин, И. Ефимов и другие.
Был членом Союза писателей. Автор статей о творчестве русских писателей. В 1952 году опубликовал монографию «Маяковский в борьбе за социалистический реализм».
Виктор Семёнович Бакинский умер в 1990 году. Был похоронен на Северном кладбище.

## Произведения
- «При вечерних огнях» (1946);
- «Ученические годы Андрея Шабанова» (1956);
- «Придет день» (1960 и 1965);
- «Знаки лабиринта» (1968);
- «История четырех братьев» (1971);
- «Годы сомнений и страстей» (1977);
- «Особые добровольческие» (1975);
- «И смерть, и жизнь…» (1988).

## Награды
- Орден Отечественной войны II степени[2];
- Знак Народное ополчение Ленинграда.